# Šambron
Šambron este o comună slovacă, aflată în districtul Stará Ľubovňa din regiunea Prešov. Localitatea se află la altitudinea de 671 m deasupra n.m., se întinde pe o suprafață de 17,16 km2 și în 2017 număra 387 de locuitori.

## Istoric
Localitatea Šambron este atestată documentar din 1411.

## Demografie
| An:                | 1994 | 2004    | 2014   | 2024   |
| ------------------ | ---- | ------- | ------ | ------ |
| Număr de persoane: | 480  | 429     | 394    | 358    |
| Diferență:         |      | −10,62% | −8,15% | −9,13% |

| An:                | 2023 | 2024   |
| ------------------ | ---- | ------ |
| Număr de persoane: | 369  | 358    |
| Diferență:         |      | −2,98% |